# R-39
R-39 je tristopenjska podmorniška balistična raketa na trdo gorivo Sovjetske in Ruske vojne mornarice. Je najtežja in najdaljša podmorniška balistična raketa v zgodovini.

## Razvoj in zasnova
Oblikovanje izstrelka R-39 se je začelo v Državnem raketnem centru akademika V. P. Makejeva iz Miassa junija 1971 pod vodstvom Viktorja Makejeva. Rakete so bile opremljene s tremi različicami koristnega tovora: z eno bojno glavo in dve z deljivo bojno glavo s 3–5 bojnimi konicami srednje moči ali z 10 bojnimi konicami majhne moči. Motorje za prvo stopnje 3D65 je oblikoval Oblikovalski biro Južnoje M. K. Jangelja iz Dnjepropetrovska v sodelovanju z Znanstveno-oblikovalskim institutom Altaj iz Bijska. Motor 3D65 je bil poenoten z motorjem 15D206 medcelinske balistične rakete RT-23, čeprav popolno poenotenje ni uspelo (motor 15D206 je imel višji pritisk v zgorevalni komori). Spodnji del motorja je bil iz titanove zlitine VTZ-1. Motorje je izdelovala Safonovska tovarna plastičnih mas iz Safonovega. Gorivo prve stopnje je 48 t butil kavčuka, ki je ob polnjenju v tekočem stanju in nato polimerizira.
Junija 1975 je bilo odločeno, da bo od treh možnih različic oborožitve uporabljena samo tista z desetimi bojnimi konicami moči 100 kt, največji doseg pa bo 10.000 km. Raketa bi tako tehtala 90–95 t, vendar je bil pozneje največji doseg skrajšan na 8300 km in teža je upadla na 84 t.
Rakete R-39 so bile nameščene v izstrelitvenem sistemu D-19 Tajfun na strateških jedrskih podmornicah razreda Akula.
Za navigacijo raketa uporablja tristopenjski girostabilizator (kombinacija žiroskopa in akcelometra) ter astro-inercijsko navigacijo, kar omogoča natančnost ciljanja do 500 m.
Izstrelitev poteka s pomočjo posebnega amortiziranega raketno-izstrelitvenega sistema (ARIS), ki se nahaja na vrhu rakete. Ta vsebuje generator plina iz praha, ki v kombinaciji s prašnim akumulatorjem pritiska na dnu rakete omogoča suho izstrelitev (brez da se izstrelitvena cev predhodno napolni z morsko vodo). Teža rakete skupaj s sistemom ARIS je 90 t, po ločitvi sistema pa je raketa težka 84 t.
Rakete je izdelovala Zlatoustovska tovarna strojegradnje iz Zlatousta.

## Ocena
Poleg rekordne velikosti izstrelka R-39 je pri njem revolucionarna uporaba trdega raketnega goriva, ki je varnejše in preprostejše za uporabo od tekočega. Druga in povezana novost je uporaba suhe izstrelitve, ki je hitrejša in tišja od mokre, vendar zaradi večjega strukturnega šoka ob izstrelitvi terja uporabo trdega goriva.